# Jorge Mario Ávila del Águila
Jorge Mario Ávila del Águila CM (* 19. April 1924 in Guatemala; † 3. Mai 2008 in Jalapa, Guatemala) war Bischof von Jalapa.

## Leben
Jorge Mario Ávila del Águila trat am 7. Januar 1942 der Ordensgemeinschaft der Lazaristen bei und empfing am 7. November 1948 das Sakrament der Priesterweihe durch Miguel Ángel García y Aráuz, Weihbischof in Guatemala.
1978 wurde er von Paul VI. zum Apostolischen Administrator von El Petén in Guatemala bestellt. 1982 ernannte ihn Papst Johannes Paul II. zum Titularbischof von Nasai und bestellte ihn zum Apostolischen Vikar von El Petén. 1987 erfolgte die Ernennung zum Bischof des Bistums Jalapa mit Sitz in Jalapa, einer Stadt etwa 100 km östlich von Guatemala-Stadt am Fuße des Vulkans Jumay und des Alcoba-Gebirges inmitten eines Hochlandplateaus auf 1362 m Höhe. Die Bischofsweihe spendete ihm am 15. Januar 1983 der damalige Nuntius in Guatemala, Oriano Quilici; Mitkonsekratoren waren sein Amtsvorgänger Miguel Angel García y Aráuz und Jaime Brufau Maciá, Bischof von San Pedro Sula, Honduras.
Er war langjähriger Vorsitzender der Bischofskonferenz von Guatemala (CEG). 2001 wurde seinem Rücktrittsgesuch durch Johannes Paul II. stattgegeben.